# Kalanchoe pinnata
Kalanchoé penné
Espèce
Classification phylogénétique

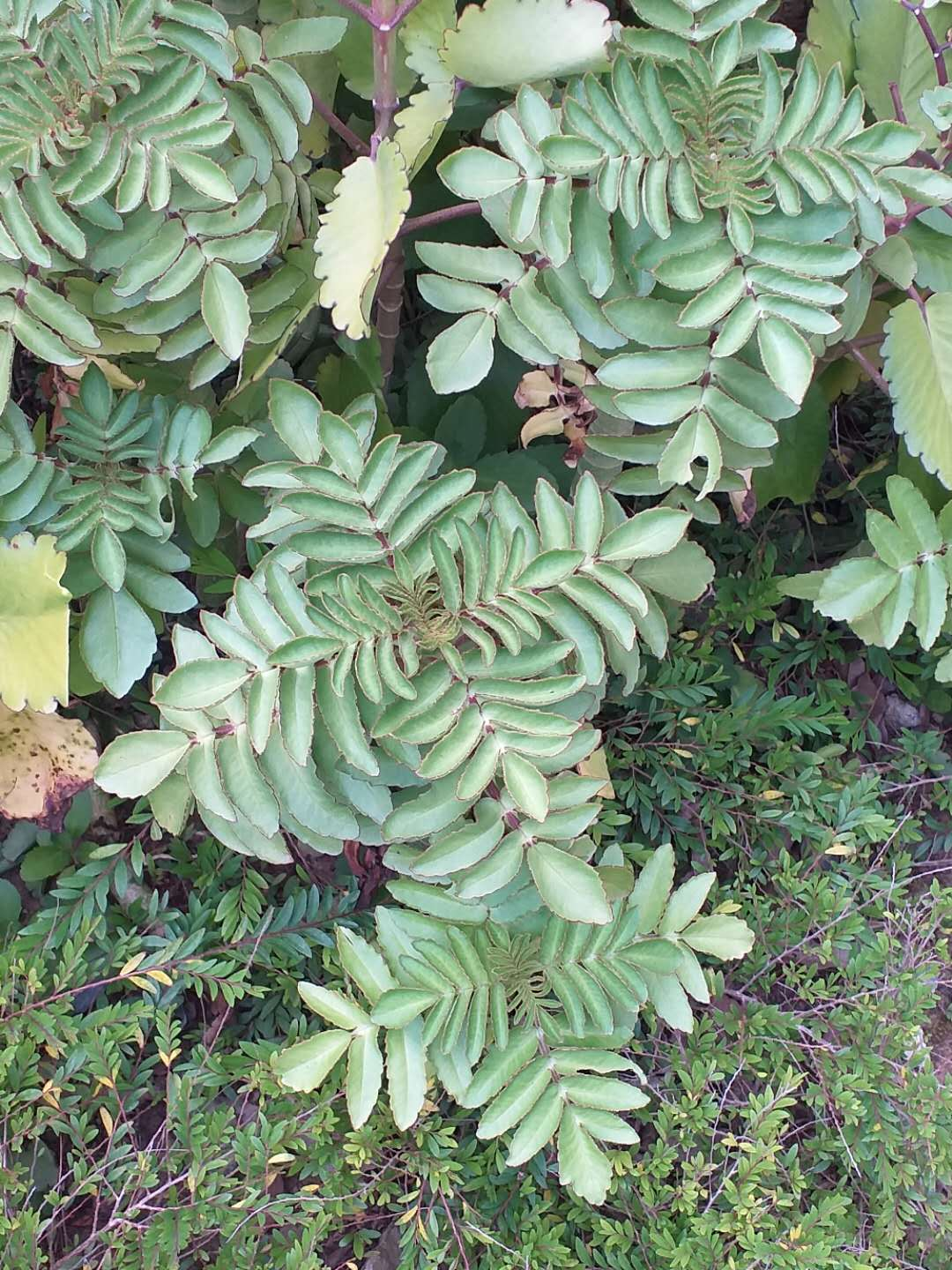
Jeune plante

Kalanchoe pinnata, le Kalanchoé penné, est une espèce de plantes succulentes de la famille des Crassulaceae, se propageant par rejets et propagules. Originaire de Madagascar, elle a été introduite dans de nombreuses régions tropicales où elle s'est souvent naturalisée et est devenue parfois envahissante. Elle est utilisée comme plante médicinale et est cultivée comme plante ornementale.
Elle possède de multiples synonymes, comme  Bryophyllum calycinum, Bryophyllum pinnatum.
La plante est connue à La Réunion et à l'île Maurice sous le nom d’Herbe tortue ou Chou de faffe, Soudefaf (dérivé du nom malgache Sodifafa). En Polynésie française, elle s'appelle aussi herbe tortue.  Assez commune aux Antilles françaises où elle a été introduite, elle y est connue en créole sous le nom de Zèb maltèt (herbe mal tête) ou chans (chance).

## Description

### Aspect général
Kalanchoe pinnata est une plante succulente, pérenne, d'environ 1 m de haut, avec une tige cylindrique charnue et creuse, souvent lignifiée à la base, d'une couleur rougeâtre pour les plus jeunes.

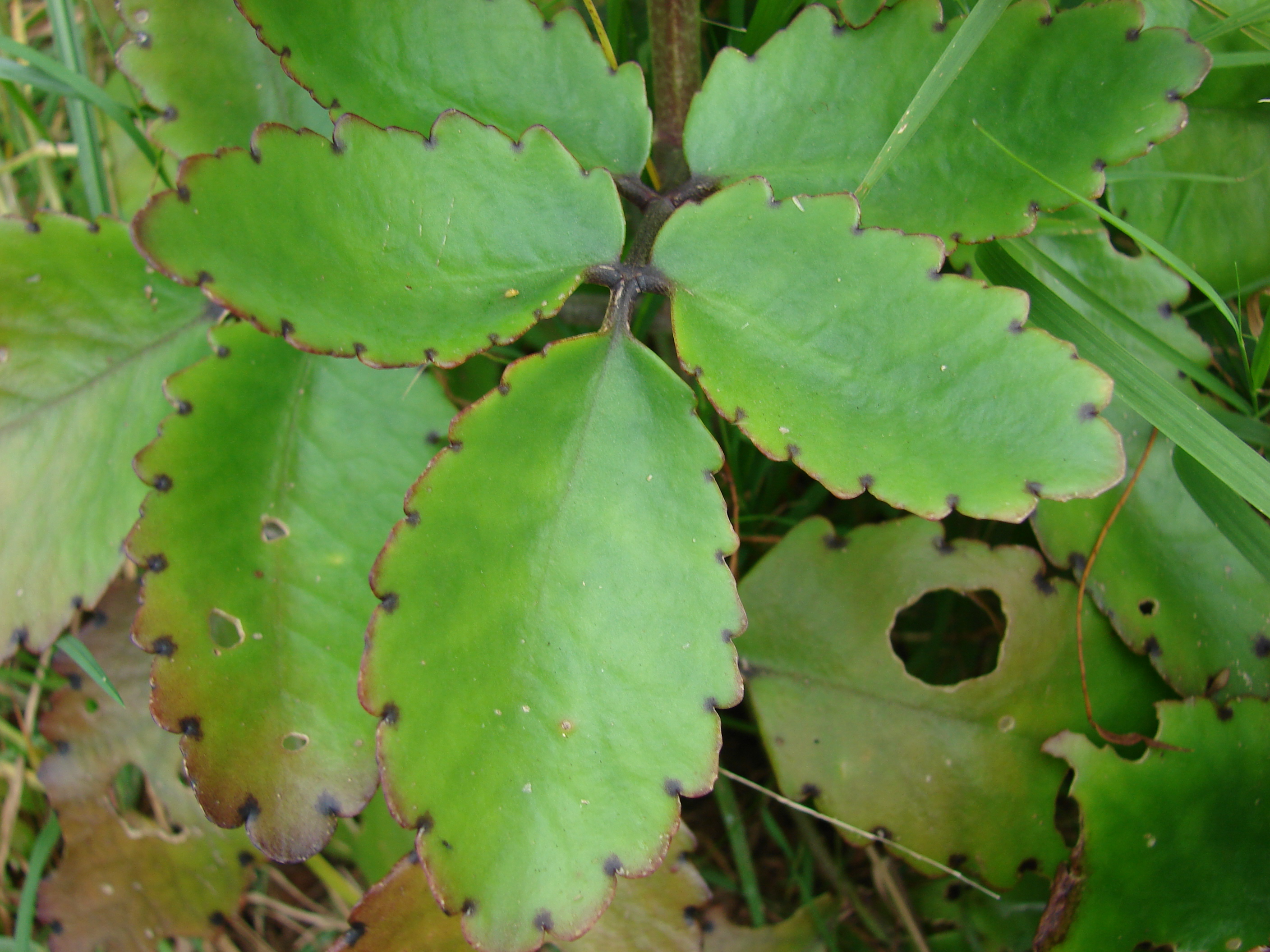
Feuilles

### Feuilles

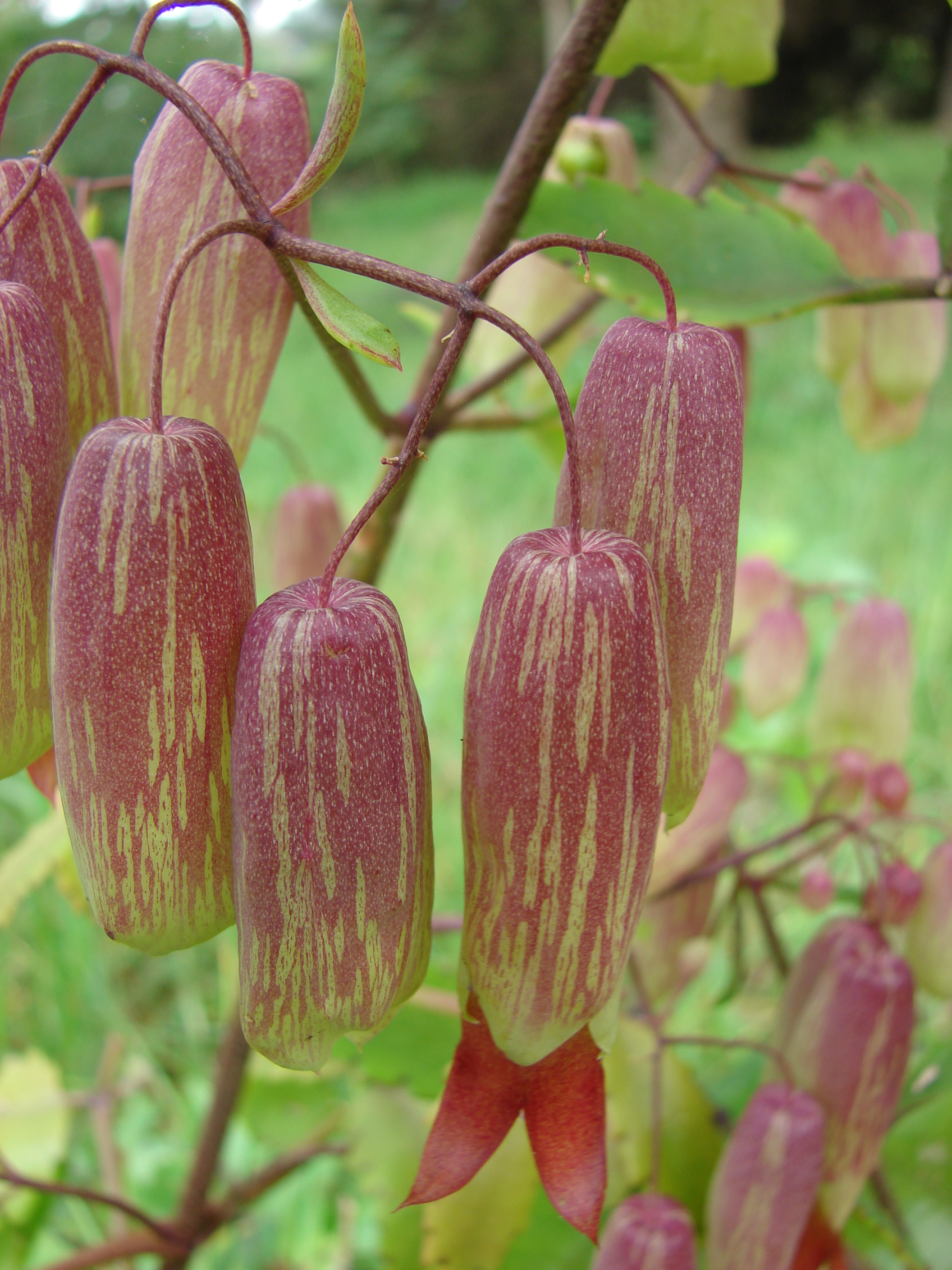
Fleurs

Les feuilles sont opposées, décussées, épaisses, charnues. Elles sont simples, de forme elliptique, incurvées, avec une marge crénelée ou dentée en scie, souvent rougeâtre. Les lobes profonds de certaines feuilles peuvent laisser penser qu'il s'agit de feuilles imparipennées, mais il n'en est rien,.
Les feuilles sont remarquables par leur capacité à produire des propagules.
À leur marge, entre les dents, apparaissent des bourgeons adventifs, qui en se développant produisent des racines, tiges et feuilles. Lorsque les plantules formées tombent à terre, elles racinent et donnent rapidement de nouvelles plantes. C'est un trait assez commun chez le sous-genre Bryophyllum. Toutefois la formation des propagules est induite par des conditions spéciales, par exemple le stress, alors que chez Kalanchoe daigremontiana, elle est constitutive.

Cette particularité est à l'origine du nom vernaculaire donné à cette plante en Nouvelle-Calédonie, à savoir « feuille vivante ». Elle a même pu être observée au bout de trois semaines sur une feuille placée entre les pages d'un livre.

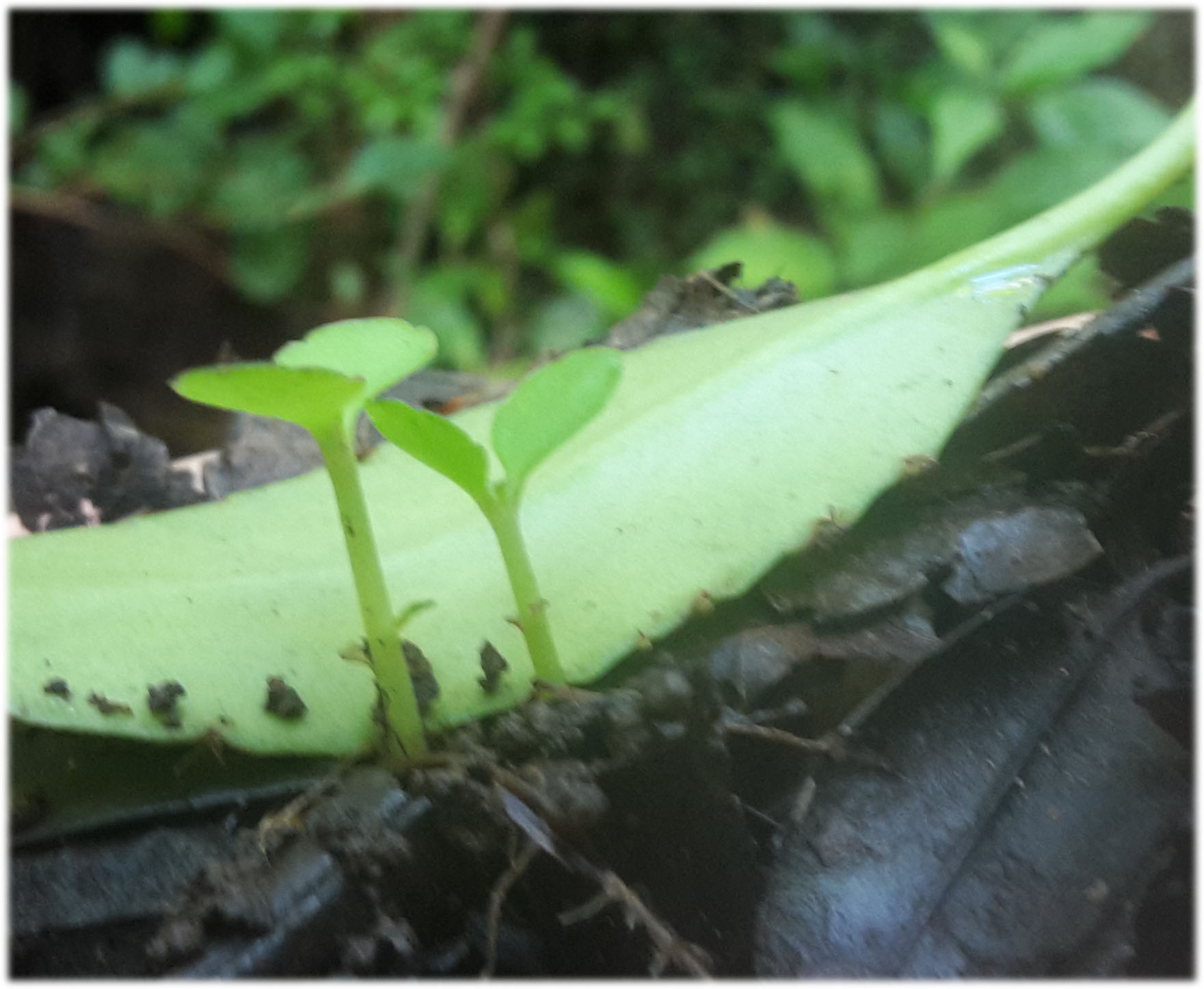
Bouturage naturel sur feuille tombée au sol en Martinique

### Fleurs

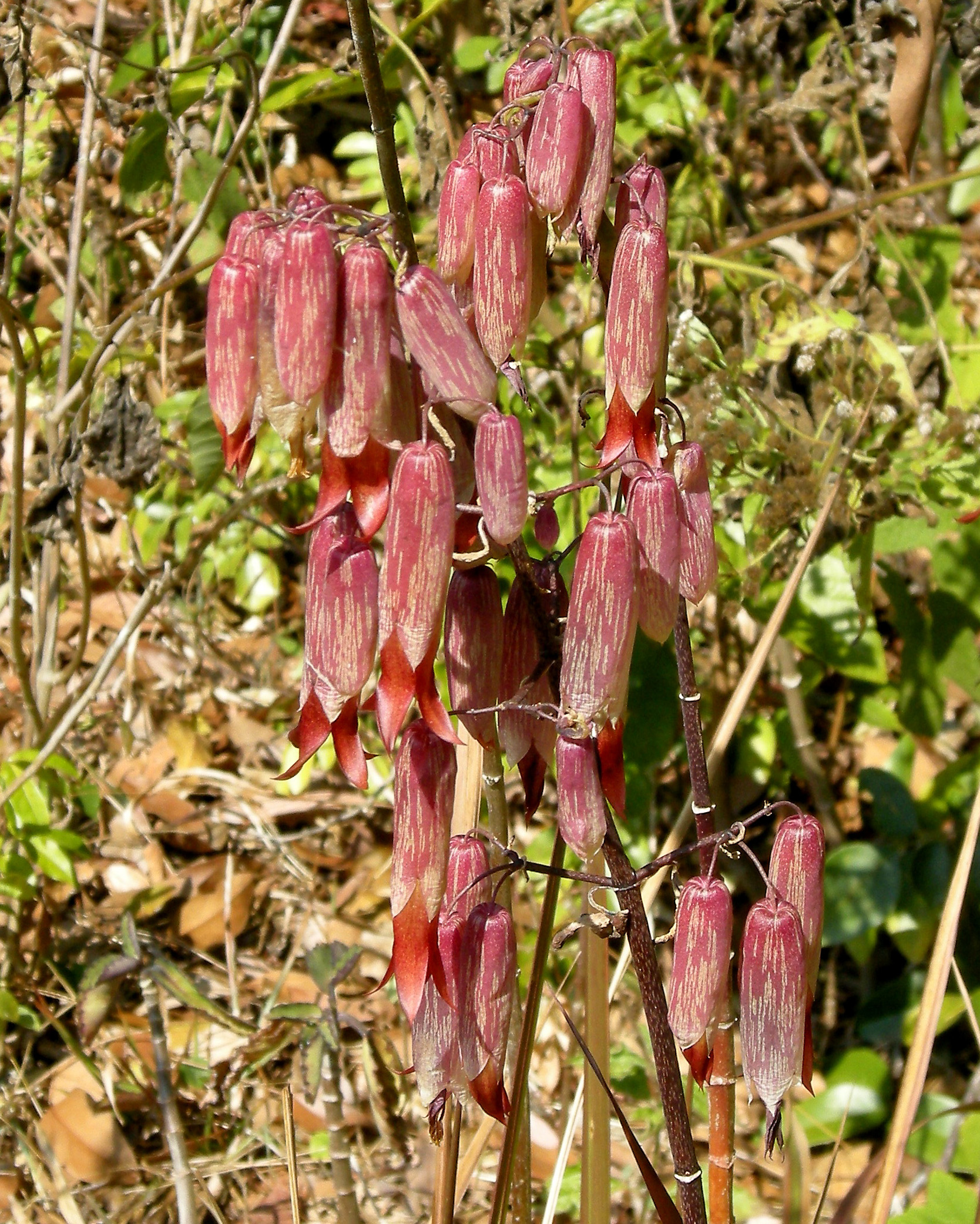
Kalanchoé penné en fleurs, parc national de Khao Yai, Thaïlande

L'inflorescence terminale est une panicule, portant de nombreuses fleurs pendantes, rouge-orangé. Le calice est formé d'un long tube, rouge à la base, veiné de vert jaunâtre (ou vert tacheté de rouge brun), avec 4 lobes triangulaires très réduits à l'extrémité. La corolle tubuleuse, avec un étranglement prononcé séparant la partie subsphérique de la partie ovoïde, est terminée par 4 lobes. Elle atteint 5 cm de longueur. Elle est de couleur jaunâtre striée de rouge-pourpre. Les 8 étamines (longues de 4 cm) sont en deux verticilles, soudées sur la corolle. L'ovaire comporte 4 carpelles peu soudés entre eux au centre, à styles grêles.
K. pinnata fleurit presque toute l'année.

### Fruits
Les fruits sont des follicules (de 10-15 mm) inclus dans le calice et la corolle persistants. Ils contiennent de nombreuses graines obovoïdes de 1 millimètre de long, qui tombent au sol près du pied mère.

## Répartition et introduction

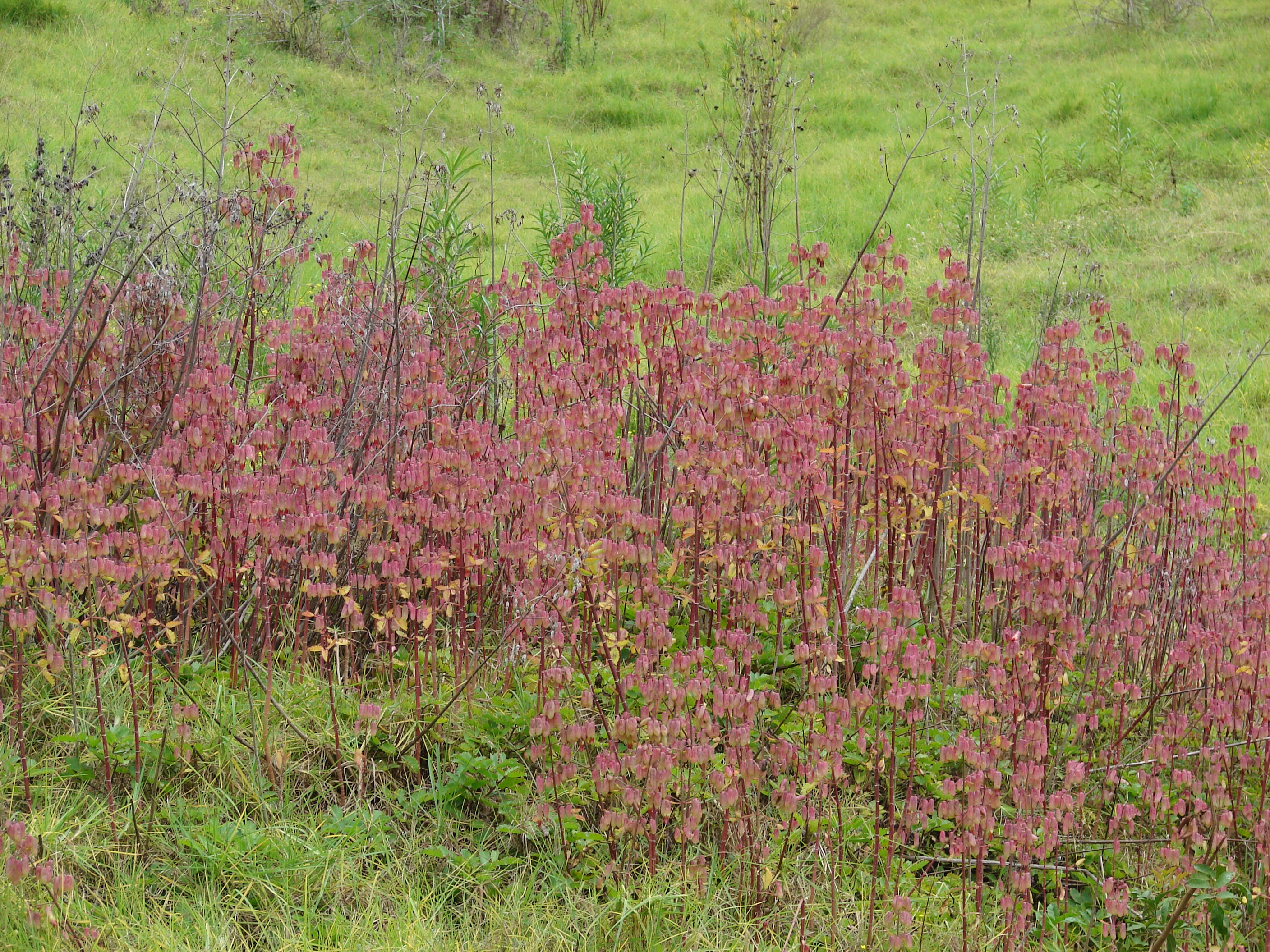
Envahissante à Hawaï (Maui, Kula)

Kalanchoe pinnata est une espèce originaire de Madagascar,,, contrairement à ce qui est parfois affirmé[Par qui ?].
Elle a été introduite dans de nombreuses autres régions du monde :
- Afrique (Mascareignes, Macaronésie, Togo, Congo, Angola, Zambie[8]...),
- Asie (Chine, Japon, Bhoutan, Népal, Inde, Sri Lanka, Indonésie, Malaisie, Philippines),
- Océanie : Australie, Nouvelle-Zélande, Papouasie, Micronésie, Polynésie française, Samoa, Fidji, Nouvelle-Calédonie, Hawaï...
- Amérique (États-Unis, Mexique, Guyane, Venezuela, Suriname, Brésil, Équateur, Pérou, Argentine, Caraïbes)

La plante croît dans les sous-bois littoraux sur sable, dans les zones rocheuses sèches ombragées.
Elle s'est naturalisée dans plusieurs régions tropicales et subtropicales.

### Caractère envahissant
L'espèce est devenue une espèce envahissante dans les régions suivantes :

#### Océan indien
- La Réunion (Étang-Salé)
- Île Maurice[3]

#### Océanie
- Hawaï
- Australie (Queensland)[9]
- Polynésie française[10] (Australes, Gambier, Marquises, Tuamotu)
- Nouvelle-Calédonie, où elle a été introduite en 1883[5],[11],[12]. Le Code de l'environnement de la Province Sud y interdit l’introduction dans la nature de cette espèce ainsi que sa production, son transport, son utilisation, son colportage, sa cession, sa mise en vente, sa vente ou son achat[13].

## Nomenclature
Le genre Kalanchoë fut créé en 1763 par Michel Adanson avec pour espèce type Cotyledon laciniata L. devenu Kalanchoë laciniata (L.) DC. Comme Adanson pensait que la plante était d'origine chinoise, on a supposé que le terme Kalanchoe pouvait venir du chinois jialancai.
La plante Kalanchoe pinnata fut récoltée par Pierre Sonnerat à l'île Maurice (Isle de France) et communiquée à Jean-Baptiste de Lamarck qui la décrivit en 1786 sous le nom de Cotyledon pinnata. Par la suite, le naturaliste parisien Christiaan Hendrik Persoon la reclassa dans les Kalanchoe (il la nomme Calanchoe pinnata 1805-1807, avec une variante orthographique). À la même époque, à Londres, le botaniste Richard Anthony Salisbury décrivait la même plante à partir d'un spécimen reçu du Bengale, sous le nom de Bryophyllum calycinum et créait par la même occasion le nouveau genre Bryophyllum.
Depuis cette époque, les botanistes ont été très partagés pour savoir s'il fallait garder un seul genre Kalanchoe sensu lato (au sens large) incluant les Bryophyllum comme section ou sous-genre, ou bien s'il fallait garder deux genres distincts Kalanchoe sensu stricto et Bryophyllum.
Les travaux très poussés de Bernard Descoings (2006) semblent faire pencher la balance en faveur d'un genre unique Kalanchoe sensu lato.
Les synonymes retenus par GRIN sont
- (=) Bryophyllum calycinum Salisb.
- (≡) Bryophyllum pinnatum (Lam.) Oken
- (≡) Cotyledon pinnata Lam. (basionyme)
- (=) Crassula pinnata L. f.
- (=) Kalanchoe pinnata var. calcicola H. Perrier

### Étymologie
L'épithète spécifique pinnata est la déclinaison du latin pinnatus « ailé, penné ».

## Culture
Dans les régions tempérées, le Kalanchoe pinnata est cultivé comme plante ornementale d'intérieur.
Comme la plupart des plantes succulentes, celle-ci ne supporte pas le gel. Il est conseillé de la laisser dans un environnement ne descendant pas à moins de 10 °C. Elle préfère une terre bien drainante, ce qui évite à ses racines de pourrir.
Pour faire des boutures deux méthodes sont possibles :
- Bouturage classique de plante succulente : couper un bout de branche ou de tige, couper en deux les feuilles pour stopper leur développement (et ainsi réduire l’énergie consommée par la plante) et laisser sécher quelques jours, le temps que la plante développe des racines. Il sera ensuite possible de la planter.
- Bouturage par feuille : la plante peut spontanément produire des plantules sur ses feuilles, surtout si celles-ci sont détachées de la plante. Il est donc tout simplement possible de prendre une feuille et de la poser sur le substrat désiré pour voir se former plusieurs nouvelles plantes.

Dans les régions tropicales, Kalanchoe pinnata est cultivé en extérieur dans les jardins. C'est en général, en s'échappant des jardins qu'il se naturalise.

## Usage médicinal
- Usages traditionnels

Le Kalanchoé penné a été utilisé comme plante médicinale par presque toutes les médecines traditionnelles des régions tropicales d'Afrique, d'Asie (Inde, Chine...), d'Australie, d'Amérique, de Madagascar et d'Hawaï.
Aux Antilles françaises, Kalanchoe pinnata, dite zèb maltèt, est utilisée en application locale contre les maux de tête.
Pour les peuples de l'Amazone, le kalanchoé a de multiples usages : les Créoles l'emploient rôti contre les inflammations et le cancer et en infusion, elle constitue un remède populaire contre les fièvres. Contre les maux de tête, les Palikur se frictionnent le front avec un mélange de jus de la feuille de kalanchoé avec de l'huile de noix de coco, etc.
- Composition chimique

Les études phytochimiques de Kalanchoe pinnata ont permis d'identifier la présence de, :
- triterpènes (Sidiqui et al.[22],  1989) : amyrines (α-amyrine, α-amyrinacétate, β-amyrine, β-amyrinacétate...), 18-α-oléanane, ψ-taraxastérol, bryophyllol, bryophynol, bryophollone, taraxerol
- stéroïde : 24-éthyl-25-hydroxycholestérol
- hétérosides cardiotoniques : bufadiénolides (bryotoxine A, B, C)
- dérivés du phénanthrène : 2-(9-décényl)-phénanthrène, 2-(9-undécényl)-phénanthrène
- flavonoïdes : flavones, flavanones, chalcones, aurones, etc.
- acides-phénols : acide caféique, acide syringique, acide parahydroxybenzoïque, acide férulique, acide paracoumarique
- acides organiques : acides isocitrique, citrique, malique, oxalique, succinique
- Activités pharmacologiques[18] :

De très nombreuses études in vitro ou sur l'animal ont montré des activités antimicrobiennes, anticancéreuses, anti-inflammatoires, etc.
- Toxicité

Les bufadiénolides et les phénanthrènes sont des composés toxiques. Il a été rapporté que deux bovins nourris avec de grandes quantités de K. pinnatum sont morts 48h après des suites d'une ataxie et d'une arythmie cardiaque sévère.